# Ipothalia
Ipothalia is een kevergeslacht uit de familie van de boktorren (Cerambycidae). De wetenschappelijke naam van het geslacht werd voor het eerst geldig gepubliceerd in 1867 door Pascoe.

## Soorten
Ipothalia omvat de volgende soorten:
- Ipothalia bicolor Podaný, 1978
- Ipothalia bicoloripes Pic, 1920
- Ipothalia cambodgensis Gressitt & Rondon, 1970
- Ipothalia esmeralda Bates, 1879
- Ipothalia femorata Pascoe, 1867
- Ipothalia irrasa Holzschuh, 1989
- Ipothalia lumawigi Hüdepohl, 1987
- Ipothalia metallica Podaný, 1978
- Ipothalia micaria Holzschuh, 1990
- Ipothalia mixta Podaný, 1978
- Ipothalia plicicollis Pu, 1981
- Ipothalia pyrrha Pascoe, 1867
- Ipothalia similis Podaný, 1978